# Manon Valentino
Manon Valentino (Valréas, 25 de agosto de 1990) es una deportista francesa que compite en ciclismo en la modalidad de BMX.
Ganó dos medallas en el Campeonato Mundial de Ciclismo BMX, plata en 2009 y bronce en 2013, y cinco medallas en el Campeonato Europeo de Ciclismo BMX entre los años 2009 y 2021.

## Palmarés internacional
| Campeonato Mundial | Campeonato Mundial         | Campeonato Mundial | Campeonato Mundial |
| Año                | Lugar                      | Medalla            | Competición        |
| ------------------ | -------------------------- | ------------------ | ------------------ |
| 2009               | Adelaida (Australia)       | Medalla de plata   | Cruiser            |
| 2013               | Auckland (Nueva Zelanda)   | Medalla de bronce  | Carrera            |
| Campeonato Europeo |                            |                    |                    |
| Año                | Lugar                      | Medalla            | Competición        |
| 2009               | Fredericia (Dinamarca)     | Medalla de bronce  | Carrera            |
| 2011               | Haaksbergen (Países Bajos) | Medalla de oro     | Carrera            |
| 2013               | Dessel (Bélgica)           | Medalla de oro     | Carrera            |
| 2014               | Roskilde (Dinamarca)       | Medalla de plata   | Carrera            |
| 2021               | Heusden-Zolder (Bélgica)   | Medalla de plata   | Carrera            |